# Підводна біотехнічна система

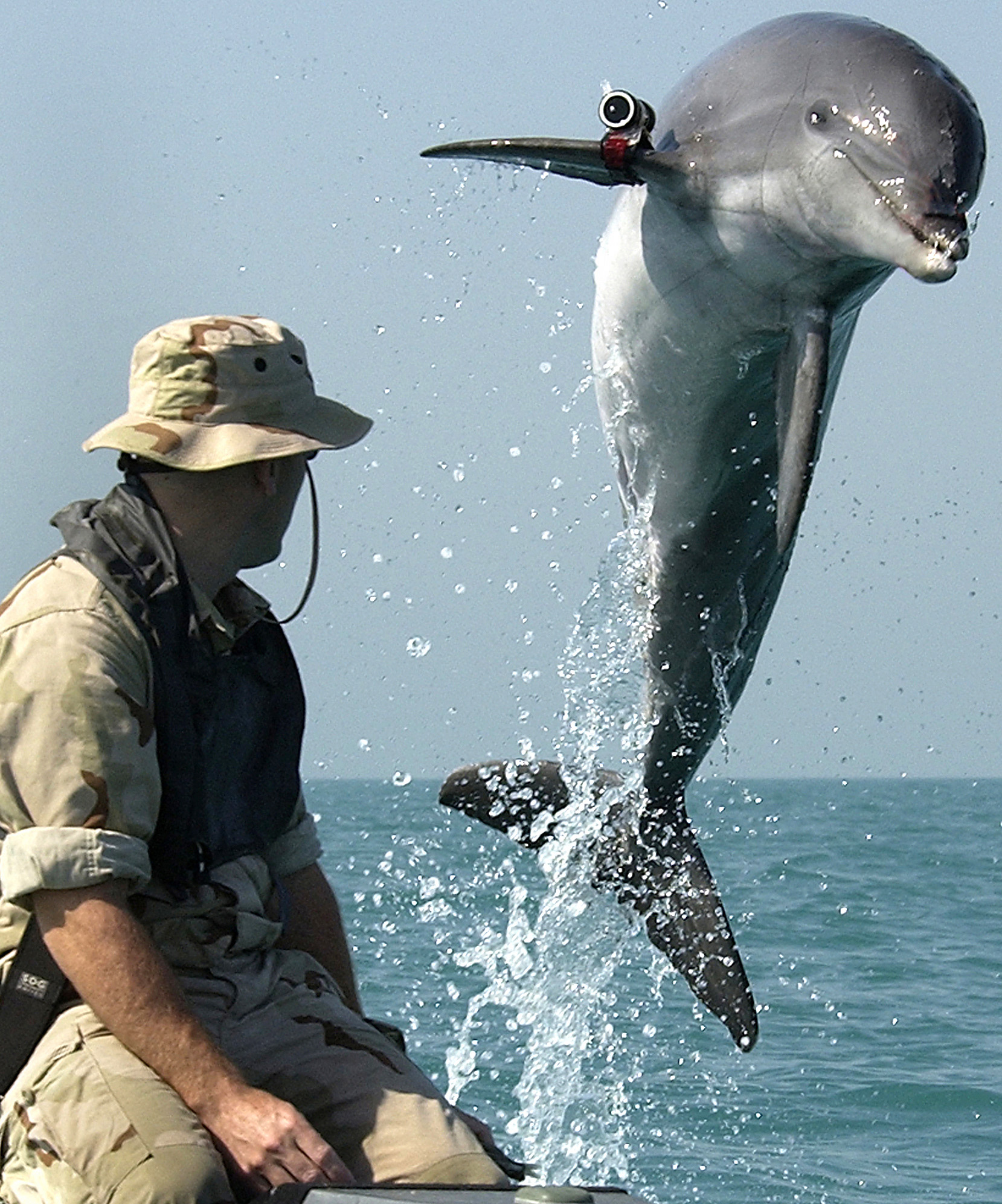
ПБТС: бойовий дельфін з пристроєм відеофіксації і радіомаяком. Програма NMMP ВМС США. Команда CTU-55.4.3. Перська затока. 2003 рік

Підво́дна біотехні́чна систе́ма (від грец. bios — життя, techne — майстерність) або Морська́ біологі́чна систе́ма (англ. Marine Mammals System) — бойова біотехнічна система, в якій використовуються спеціально навчені морські ссавці. ПБТС типу «тварина — технічний засіб» і «людина — тварина — технічний засіб», із залученням, як правило, навчених дельфінів або тюленів, здатні ефективно здійснювати пошук, позначення, забезпечувати підйом підводних об'єктів, збір екологічних і гідрологічних даних за допомогою встановлених на них приладів, надавати допомогу водолазам при проведенні різноманітних підводних робіт, протидіяти атакам підводних диверсантів з метою захисту кораблів у бухтах і на рейдах.

## Історія розробки і впровадження в США і СРСР

### Ідея використання морських ссавців у військових цілях
Вперше спроби використовувати морських тварин у військових цілях були здійснені в Росії на початку Першої світової війни. У 1915 році в Головний штаб морського флоту звернувся відомий дресирувальник Володимир Дуров. Він запропонував використовувати тюленів для пошуку морських мін. Було вирішено провести експеримент. За три місяці в Балаклавській бухті були підготовлені двадцять бойових тюленів. Тварини легко навчилися знаходити під водою муляжі мін і позначати їх буями. Але випробувати тюленів в бойових умовах так і не вдалося — практично усі підготовлені до ведення бойових дій тюлені були отруєні, можливо в результаті диверсії.
Про застосування морських ссавців у військових цілях в ході Першої і Другої світових воєн невідомо.
В 1950-х роках в США під керівництвом нейрофізіолога Джона Каннінгема Ліллі було поведене дослідження з метою вивчення можливості використання в інтересах ВМС США дельфінів і окремих видів китів. В 1958 році вчені довели, що китоподібні можуть бути корисні при пошуці боєголовок ракет, супутників та інших затонулих предметів; їх можна натренувати на пошук мін, торпед, субмарин тощо; а також навчити веденню розвідки та несенню протидиверсійної патрульної служби при кораблях і підводних човнах та ін.

### Американська програма U. S. Navy Marine Mammal Program
У 1960 році у Лос-Анджелеського дельфінарію ВМС США був придбаний перший білобокий дельфін, який надійшов в розпорядження Тихоокеанського науково-дослідного центру ВМС в Сан-Дієго. А у 1962 році з метою вивчення виняткових здібностей морських ссавців була розпочата спеціальна програма, яка отримала назву «Морська біологічна програма ВМС». Дослідною базою стала військово-морська біологічна станція в бухті Мугу (військово-морська база Пойнт-Мугу, Каліфорнія). У липні 1962-го туди доставили перших трьох дельфінів. Незабаром були відкрита філія лабораторії на Гаваях — в Канеохе-Бей (острів Оаху). Науково-дослідні роботи проводились за пошуково-рятувальним, протимінним, диверсійним і протидиверсійним напрямками. Відповідальність за проведення робіт була покладена на відділ вивчення морської фауни Тихоокеанського центру.

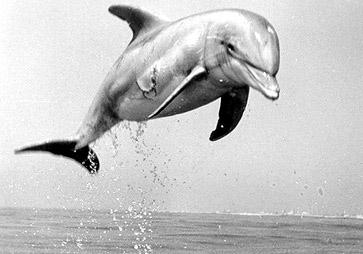
Таффі — перший відомий «бойовий» дельфін. Учасник експерименту SEALAB-2

У 1965 році в ході експерименту SEALAB-2, що проводився ВМС США, з навченим дельфіном відпрацьовувалися елементи спасіння аквалангіста, допомоги роботі водолазів під водою. У 1967 році лабораторія в Пойнт-Мугу була перенесена до Тихоокеанського центру космічних і бойових військово-морських систем в Пойнт-Лома, Сан-Дієго. А 1993 року закрита лабораторія на Гаваях.
У ВМС США з дельфінів і морських левів сформовано п'ять команд. Одна з них спеціалізується на пошуку потерпілих біду на морі, три — на пошуку морських мін, ще одна — на пошуку інших затонулих предметів. Бойових дельфінів використовували ВМС США під час війни в Перській затоці і війни в Іраку для пошуку морських мін. Всього в операціях було залучено близько 75 дельфінів. Під час війни в Іраку тільки в акваторії порту Умм-Каср дельфіни знешкодили понад 100 мін.
Представники ВМС США заперечують, що коли-небудь навчали своїх морських ссавців заподіювати шкоду людям, а також доставляти зброю для знищення ворожих кораблів, однак деякі джерела стверджують, що бойові дельфіни в для боротьби з підводними диверсантами використовувалися. Зокрема, під час війни у В'єтнамі. Тоді в ході надсекретної операції «Шорт Тайм» (1971–1972) протидиверсійних оборону військово-морської бази Камрань у В'єтнамі протягом 15 місяців здійснювала група з шести бойових дельфінів. Стверджується що, бойові дельфіни знищили при обороні ВМБ Камрань не менше 50 підводних розвідників і диверсантів противника.

### Радянський аналог. Севастопольський океанаріум
У 1965 році секретною постановою Ради міністрів СРСР і директивою Головнокомандувача ВМФ СРСР № 802/00970 було прийняте рішення про створення в Севастополі 184-ї науково-дослідної експериментальної бази ВМФ (військова частна 13132-К), яка пізніше стала науково-дослідним центром «Океанаріум». Штат частини сформований 24 лютого 1966 року. Першим начальником експериментальної бази був призначений капітан 1 рангу Калганов Віктор Андрійович, заступником — капітан 3 рангу Володимир Біляєв. Завданням, яке перше постало перед океанаріумом, було вивчення фізіологічних, гідродинамічних, гідроакустичних особливостей морських ссавців, перш за все чорноморських дельфінів як моделей для проектування засобів боротьби на морі, розробка на основі досліджень нових технологій кораблебудування морських та авіаційних транспортних засобів.
Декількома роками пізніше, з розвитком підводних диверсійних сил іноземних флотів, на океанаріум були також покладені завдання вивчення і підготовки дельфінів-афалін як біотехнічних систем для підводного пошуку, протимінної оборони, охорони акваторії військово-морських баз та рейдів від проникнення бойових плавців. За оцінками, імовірність безвідмовної роботи протидиверсійної БТС оцінювалася в 80-90%, що було значно вище, ніж у прийнятої на озброєння спецтехніки. З 1975 року тривалий час бойові дельфіни несли цілодобову вахту на вході в Севастопольську бухту, а використання їх для пошуку затонулих об'єктів, у тому числі вибухонебезпечних, дозволило знайти і підняти десятки загублених зразків озброєння і техніки. З 1979 по 1994 рік дельфіни виявили об'єктів загальною вартістю близько 50 мільйонів рублів, що у багато разів перевершувало витрати на їх утримання. Пошукові біотехнічні системи діяли там, де пошук іншими способами був неможливий чи малоефективний: при складному профілі ґрунту, малій видимості під водою, на мілководді, під шаром ґрунту і мулу, замаскованих та акустично прозорих об'єктів. Найбільший інтерес у фахівців викликали саме пошукові можливості дельфінів — саме завдяки пошуковим роботам океанаріум став відомим. Іноді до військових зверталися і цивільні — наприклад, вчені-археологи. Дельфіни допомагали їм шукати затонулі античні кораблі і піднімати з дна предмети — наприклад, давньогрецькі амфори.

## Сучасне застосування ПБТС

### У ВМС США (Marine Mammal Systems)
За офіційною інформацією у складі Військово-морських сил США існують п'ять підрозділів морських ссавців, що нараховують не менше 75 підготовлених дельфінів і 25 морських левів:
1. Підрозділ Mk.4 Mod.0 для пошуку і знищення морських якірних мін. Даний підрозділ входить до складу сил негайного реагування і постійно перебуває в готовності до використання, маючи у своєму складі тільки повністю підготовлених дельфінів.
2. Підрозділ Mk.5 Mod.1 (SLSWIDS, Sea Lion Shallow Water Intruder Detection System) — система виявлення підводних диверсантів в мілководних районах з використанням морських левів. Підрозділ сформовано в 1976 році. Складається з двох команд по чотири морських лева в кожній. Крім основних задач морські леви тренуються на пошук та знешкодження вибухонебезпечних об'єктів.
3. Підрозділ Mk.6 Mod.1 (ASDS, Anti-Swimmer Dolphin System) — система виявлення бойових плавців з використанням дельфінів. Призначена переважно для протипідводно-диверсійного забезпечення (ППДЗ) акваторій пунктів базування сил флоту і окремих особливо важливих об'єктів. У складі підрозділу шість дельфінів.
4. Підрозділ Mk.7 Mod.1 (DSWMCDS, Deep/Shallow Water Mine Countermeasures Dolphin System) — протимінна система з використанням дельфінів для глибоководних і мілководних районів. Призначений для пошуку і знищення морських донних мін та інших вибухонебезпечних об'єктів. У складі підрозділу вісім дельфінів.
5. Підрозділ Mk.8 (MCDS Mine Countermeasures Dolphin System) — протимінна система з використанням дельфінів. Призначений для пошуку і знищення морських мін та інших вибухонебезпечних об'єктів. У складі підрозділу кілька дельфінів.

### Український досвід
Спецпрограма підготовки бойових дельфінів в інтересах Військово-Морських Сил в незалежній Україні не припинялася, хоча і не афішувалася. Тим не менше, у 2012 році було офіційно заявлено, що в «Державному океанаріумі» готують десять дельфінів-афалін для виконання спецзавдань військового флоту України, а в акваторії Севастополя українські військові регулярно проводять тренування тварин з пошуку предметів на дні моря. На даному етапі здійснюється навчання дельфінів протидії атакам підводних диверсантів з метою захисту кораблів у бухтах і на рейді.